# Рэндольф, Томас, 2-й граф Морей
Томас (III) Рэндольф (англ. Thomas Randolph; умер 11 августа 1332) — шотландский аристократ и военачальник, 2-й граф Морей с 20 июля 1332 года, сын Томаса Рэндольфа, 1-го графа Морей, и Изабеллы Стюарт. После неожиданной смерти отца унаследовал его титул, но в следующем месяце погиб в битве при Дапплин-Муре.

## Происхождение
Томас происходил из шотландского рода Рэндольфов, родоначальником которого был живший в первой половине XII века некий Дунегал (или Дугал), имевший владения в Нитсдейле. Его внук, Томас I Рэндольф из Стикхилла (Роксбуршир), был камергером Шотландии и был женат на дочери Марджори, графини Каррик от первого брака с Адамом из Килконкуара. Благодаря этому их сын Томас II был племянником королю Шотландии Роберту I Брюсу, сыну графини Марджори от второго брака.
Томас II Рэндольф был одним из соратников Роберта I Брюса в войне за независимость Шотландии; ценность его была признана в 1312 году, когда новый король Шотландии возродил для него исчезнувший в 1130 году титул графа Морей с владениями, которые простирались от западного моря до залива Мори-Ферт и на юг до границы Пертшира. А после смерти 7 июня 1329 года короля Роберта I, оставившего малолетнего сына Давида II именно граф Морей стал хранителем (регентом) Шотландии.
Томас II был женат на Изабелле Стюарт, дочери Джона Стюарта из Бонкиля, младшего сына Александра Стюарта, 4-го лорда-стюарда Шотландии. От этого брака родилось двое сыновей, Томас III и Джон, и минимум 2 дочери, Агнесс и Изабелла.

## Биография
Год рождения Томаса III неизвестен. Впервые он упоминается в 1331 году, когда был посвящён в рыцари.
В июне 1332 года отец Томаса, который был регентом Шотландии, готовился отразить вторжение в Шотландию из Англии Эдуарда Баллиола — сына бывшего короля Шотландии Иоанна Баллиола, предъявившего претензии на шотландский трон. Хотя английский король официально не поддерживал претендента, но в составе армии Баллиола находились «лишённые наследства» североанглийские аристократы, которые после восстания Роберта Брюса потеряли владения в Шотландии. Во время этих приготовлений 20 июля граф Морей неожиданно умер, после чего его титул и владения унаследовал старший сын.
Новым регентом Шотландии стал Домналл, граф Мар. Собрав армию, в составе которой был и Томас Рэндольф, он двинулся навстречу англичанам, добравшись 10 августа до Дапплин Мура, где на следующий день состоялась битва. Пока ночью шотландцы, число которых значительно превышало армию Баллиола, предавались воспоминаниям о победной для них битве при Бэннокберне и распевали непристойные песни об англичанах, люди претендента перебрались через реку Эрн и напали на противника на рассвете.
Судя по всему, молодой граф унаследовал хладнокровие отца. По рассказу хронистов, хотя шотландцы спали во время нападения, Томасу удалось сплотить своих людей и некоторое время сдерживать англичан. Однако вскоре их смели. Битва закончилась полным разгромом шотландцев, в последовавшем бегстве были убиты многие шотландцы, включая регента. В числе погибших был и Томас.
Женат Томас не был, детей не оставил, поэтому его титул и земли перешли к младшему брату Джону.